# جامعة الحسن الثاني بالدار البيضاء
جامعة الحسن الثاني بالدارالبيضاء واختصارا UH2C هي جامعة مغربية يوجد مقرها في منطقة عين الشق بمدينة الدار البيضاء، تأسست هذه الجامعة سنة 1975 في عهد الملك الراحل الحسن الثاني، استجابة للرغبة المتزايدة للطلبة والطالبات المقبلين على دراسات عليا. تتكون جامعة الحسن الثاني من 18 كلية ومدرسة (بعد دمج كل من جامعة الحسن الثاني بعين الشق مع نظيرتها جامعة الحسن الثاني بالمحمدية) تتوزع في كل من مدينتي الدار البيضاء والمحمدية، ويبلغ عدد طلابها 120 ألف  طالبًا وطالبة ويشكل الطلبة الأجانب نسبة مهمة مما يجعلها القبلة الثانية للطلبة الأجانب بعد جامعة محمد الخامس.
جامعة الحسن الثاني عضو في الجمعية الدولية للجامعات واتحاد الجامعات المتوسطية.

## كليات ومعاهد الجامعة
- موقع الدارالبيضاء - طريق الجديدة

1. كلية العلوم القانونية والاقتصادية والاجتماعية - الدار البيضاء[3]
2. كلية العلوم - عين الشق[4]
3. المدرسة العليا لتكنولوجيا - الدار البيضاء[5]
4. المدرسة الوطنية العليا للكهرباء والميكانيك - الدار البيضاء[6]
5. المدرسة العليا للأساتذة - الدار البيضاء[7]

- موقع الدارالبيضاء - حي المستشفيات

1. كلية الطب والصيدلة - الدار البيضاء[8]
2. كلية طب الأسنان - الدار البيضاء[9]

- موقع الدارالبيضاء - عين الشق

1. كلية الآداب والعلوم الإنسانية - عين الشق[10]

- موقع الدارالبيضاء - ابن مسيك

1. كلية الآداب والعلوم الإنسانية - ابن امسيك[11]
2. كلية العلوم - بن امسيك[12]
3. المدرسة الوطنية العليا للفنون والمهن - الدار البيضاء[13]
4. المدرسة العليا للفنون التطبيقية - الدار البيضاء[14]

- موقع الدارالبيضاء - عين السبع

1. كلية العلوم القانونية والاقتصادية والاجتماعية - الدار البيضاء (عين السبع)[15]
2. المدرسة الوطنية للتجارة والتسيير - الدار البيضاء[16]

- موقع المحمدية

1. كلية العلوم القانونية والاقتصادية والاجتماعية - المحمدية[17]
2. كلية الآداب والعلوم الإنسانية - المحمدية[18]
3. كلية العلوم والتقنيات - المحمدية[19]
4. المدرسة العليا لأساتذة التعليم التقني - المحمدية[20]

## البحث العلمي
تتوفر جامعة الحسن الثاني  على 71 مختبر علمي و1500 أستاذ باحث علمي في عدة مجالات حيوية: الرياضيات الصرفة والتطبيقية، المعلوميات، العلوم الفيزيائية، الكيمياء، العلوم البيولوجية، علوم الحياء والأرض، العلوم الإنسانية والاجتماعية، الفقه القانوني وعلوم الاقتصاد.

## التخصصات
تقترح جامعة الحسن الثاني العديد من الشعب موزعة بين العلوم الاقتصادية، القضائية، الاجتماعية، الإنسانية، الأدبية، المعلوماتية:
- 25 شهادة إجازة/باكلوريوس أساسية متنوعة
  - 33 شهادة إجازة/باكلوريوس مهني متنوعة
  - 09 شهادات إجازة/باكلوريوس علوم وتقنيات
  - 35 شهادة ماستر/ماجستير متنوعة
  - 21 شهادة ماستر/ماجستير متخصص متنوعة
  - 06 شهادات ماستر/ماجستير علوم وتقنيات

نظام أل أم دي المتبع في جامعة الحسن الثاني

  - 08 شهادات مهندسين متنوعة
  - 02 شهادات دكتوراه في الطب
  - 01 شهادات دكتوراه في الصيدلة
  - 02 شهادات دكتوراه في طب الأسنان
  - 05 شهادات دكتوراه في طب الأسنان
  - 129 شعبة مختلفة

## المراكز التابعة للجامعة
1. مركز التحليل والبحوث العلمية - الدار البيضاء

المدير: الأستاذ حسن حناش 

العنوان: العقيد ادريس الحارثي، ص-ب 7955 سيدي عثمان، الدار البيضاء المغرب
1. مرصد البحث في الديداكتيك والبيداغوجية الجامعية - الدار البيضاء

المدير: الأستاذ محمد الطالبي

العنوان: العقيد ادريس الحارتي، ص-ب 7955 سيدي عثمان، الدار البيضاء المغرب
1. المركز الجامعي للموارد المعلوماتية - الدار البيضاء

المدير: الأستاذ محمد مستاد

العنوان: العقيد ادريس الحارتي، ص-ب 7955 سيدي عثمان، الدار البيضاء المغرب
1. المركز الجامعي للموارد اللغوية - الدار البيضاء

المديرة: الأستاذة نعيمة بكراوي
العنوان: ص.ب 546 شارع الحسن الثاني، المحمدية
1. مركز التكوين المستمر - المحمدية

المدير: الأستاذ محمد سليم الورياغلي

العنوان: ص-ب 146 المحمدية.
1. مركز البحوث والتنمية - المحمدية

المدير: الأستاذ محمد عسو

العنوان: ص-ب 146 المحمدية.

## ترتيب الجامعة
احتلت جامعة الحسن الثاني الرتبة الخامسة على المستوى المغربي